# کورنه‌ده
کورنه‌ده (به لاتین: Kornədi) یک منطقه مسکونی در جمهوری آذربایجان است که در شهرستان لریک واقع شده است. کورنه‌ده ۲۲۵ نفر جمعیت دارد.

## ریشه واژه
کورنه در زبان تالشی به‌معنی پرتلاش و فعّال و دی همان ده یا روستا است و کورنه‌ده یعنی روستای فعّال و پرکار و پرتلاش.